# Stefan Siwirski
Stefan Siwirski, ps. „Rogala” , także Stefan Rogala-Siwirski (ur. ok. 1915, zm. 18 listopada 1943 w Brookwood) – polski dzałacz narodowy, podporucznik Polskich Sił Zbrojnych na Zachodzie.

## Życiorys
Pochodził z Podkarpacia. Po ukończeniu nauki w szkole średniej brał udział w działalności społeczno-ideowej. W latach 1934, 1935, 1936 był redaktorem naczelnym międzyszkolnego pisma „Zew Gór. Organ Zrzeszenia Młodzieży Szkół Średnich w Nowym Sączu”. Przed 1939 stał się znany w gronie młodzieży narodowej. Przez pewien czas pełnił funkcję sekretarza tygodnika „Po Prostu”.
Podczas II wojny światowej w pierwszym półroczu 1940 był zaangażowany w działalność niepodległościową. Znalazł się w pierwotnym składzie kandydatów na spadochroniarzy (tzw. cichociemnych) wyznaczonych 22 października 1940. Był w gronie sądeczan, którzy zapoczątkowali działalność kurierską. W związku z tym zapadł na zdrowiu „w wyniku długich zimowych marszów pieszych, ucieczek, więzień, maltretowania, noclegów w śniegu”. Był żołnierzem 1 Batalionu Strzelców Podhalańskich.
Zmarł 18 listopada 1943 w sanatorium w Brookwood w wieku 28 lat wskutek gruźlicy. Został pochowany na miejscowym Brookwood Cemetery 22 listopada 1943.  W ostatnim pożegnaniu uczestniczyli m.in. generał Stanisław Kopański, generałowa Jadwiga Sosnkowska i prezes Stronnictwa Narodowego Tadeusz Bielecki. Został mianowany na stopień oficerski podporucznika i odznaczony Krzyżem Srebrnym Orderu Virtuti Militari nr 8486.